# Aphelaria korupensis
Aphelaria korupensis é uma espécie de fungo pertencente à família Aphelariaceae.